# Terenzo Bozzone
Terenzo Bozzone (1 de marzo de 1985) es un deportista neozelandés que compitió en triatlón.
Ganó una medalla en el Campeonato Mundial de Triatlón de Larga Distancia de 2013. Además, obtuvo dos medallas en el Campeonato Mundial de Ironman 70.3 en los años 2008 y 2013.

## Palmarés internacional
| Campeonato Mundial | Campeonato Mundial | Campeonato Mundial | Campeonato Mundial |
| Año                | Lugar              | Medalla            | Prueba             |
| ------------------ | ------------------ | ------------------ | ------------------ |
| 2013               | Belfort (Francia)  | Medalla de plata   | Individual         |

| Campeonato Mundial | Campeonato Mundial          | Campeonato Mundial | Campeonato Mundial |
| Año                | Lugar                       | Medalla            | Prueba             |
| ------------------ | --------------------------- | ------------------ | ------------------ |
| 2008               | Clearwater (Estados Unidos) | Medalla de oro     | Individual         |
| 2013               | Henderson (Estados Unidos)  | Medalla de plata   | Individual         |